# Amantes del desierto
Amantes del desierto es una telenovela colombiana coproducida por RTI Televisión Telemundo y Caracol Televisión. Está protagonizada por Maritza Rodríguez y Francisco Gattorno, con las participaciones antagónicas de Catherine Siachoque,  Roberto Escobar, Agmeth Escaf y Juan Pablo Shuk.
La telenovela cuenta una historia de amor y aventuras que tiene lugar entre los años 50 y 60. Además es la versión de una telenovela, Un largo camino de 1977.  Su audiencia promedio fue de 14,8 de índice de audiencia y 50,5 de Share. Esta fue la primera novela de R.T.I. para Telemundo y Caracol Televisión.

## Sinopsis
Bárbara vive en un pequeño pueblo llamado "La Esmeralda", es hija del coronel Miguel Santana, director de la prisión el Farallón. Andrés es condenado a cadena perpetua por el asesinato de Rafael Negrete, crimen que no cometió. Bárbara ayuda a Andrés a escapar, pero son perseguidos por el padre de esta. A partir de entonces deberán enfrentar el mundo para defender su amor.

## Elenco
- Francisco Gattorno  -  Andrés Bustamante Cantoro
- Maritza Rodríguez  -  Bárbara Santana Hurtado
- Roberto Escobar  -  Miguel Santana
- Catherine Siachoque  -  Micaela Arredondo Fernández / Manuela Olivares
- Ana Soler - Esther Hurtado de Santana
- Edgardo Román - Tte. Idelfonso Cubillos
- Juan Pablo Shuk - Bruno Salegue
- Rolando Tarajano - Santos Libardo / Satanás
- Helios Fernández - Padre Morán
- Carlos Barbosa - Pancho Fonseca
- María Cristina Gálvez - Bertha de Fonseca
- Ricardo González - Tomás "Tomasito" Fonseca
- Agmeth Escaf - Javier Negrete
- Víctor Cifuentes - Tte. Abelardo Mejía
- Ivette Zamora  - Griselda
- Roberto Mateos - Alejandro García
- Andrea López - Camila Santana
- Santiago Bejarano - Agustín Santana
- Margalida Castro - Magdalena Libardo "Tania"
- María Luisa Rey - María Gracia
- Leonor Arango - Elena Bustamante
- Lucy Martínez - Nemesia
- Raúl Gutiérrez - Sergio García
- Patricia Tamayo  - Isabel
- Carolina González - Filomena
- Rossana Montoya - Andrea Santana
- Alexander Paéz - Piraña / Campo Elías Guarnizo
- Sandra Pérez - Trinidad
- Carlos Hurtado - Toño
- Liliana González - Josefina
- Alberto León Jaramillo - Khalil
- Paola Díaz - Sabrina Montenegro
- Xiomara Segura - Barbie / Bárbara
- Julio del Mar - Aurelio León
- Germán Rojas - Damián Fabré
- Guilied López - Lucía
- Orlando Pardo - Luis Felipe
- Julio César Pachón - Tijeres
- Néstor Alfonso Rojas - El Pulgarcito
- Luis Fernando Ardila - Pinocho
- Vilma Vera - Virtudis
- Martha Suárez - Hamaika
- Ángela Cubillos - Carmen
- Olga Cecilia Mendoza - Rita
- José Alberto Cardeño - Joaquín
- Julio Echeverri - Inspector Flores
- Luis Fernando Montoya - Rafael Negrete
- Fernando Corredor - Procurador Guillermo Muñoz
- Alberto Palacio - Emilio Rondón
- Érika Krum - Raquel
- Claudia Rocio Mora - Nelly
- Alberto Saavedra - Heriberto
- Gabriel González - Gustavo
- Luis Fernando Cardona - Jiménez
- Rodolfo Silva - Estupiñán
- Carlos Serrato - El Ratón
- Ulises Colmenares - El Tuerto
- Santiago Munevar - Garido
- Gladys Sánchez - Sonia
- Víctor Rodríguez - Luciano
- Andrés Martínez - Judas
- Guillermo Villa - Juez Raúl Quicero
- Alejandro Tamayo - Conductor
- Rocío Tavera - Marta

## Ficha técnica
- Idea Original: Julio Jiménez
- Adaptación: Humberto "Kiko" Olivieri
- Screenplay: José Fernando Pérez, Andrea López Jaramillo, Claudia García, Ana Martínez
- Director de arte: Piedad Arango
- Director de fotografía: Mauricio Cadavid
- Diseñador de ropa: Raúl Sánchez
- Maquillista: Alfredo Salamanca
- Ambientación y utilidades: Patricia Hoyos
- Música original: Miguel de Narváez
- Tema: "Dos Corazones Dos Historias"
- Intérpretes:Julio Iglesias / Alejandro Fernández
- Producción: Andrés Santamaría / Lucero Venegas
- Editor: Alba Merchán Hamann
- Directores de cámara: César Contreras / Orlando Pirela
- Directores: David Posada / Agustín Restrepo
- Producción general: Arnaldo Limansky / Hugo León Ferrer
- Director general: Aurelio Valcárcel Carrol

## Premios

### Premios TVyNovelas2002
- Villana Favorita:Catherine Siachoque

### Premios India Catalina2002
- Mejor actriz protagónica de telenovela: Maritza Rodríguez

### Premios INTE
- Mejor Actor de Reparto: Roberto Escobar